# Tacuru
Tacuru is een gemeente in de Braziliaanse deelstaat Mato Grosso do Sul. De gemeente telt 9.554 inwoners (schatting 2009).
De gemeente grenst aan Coronel Sapucaia, Paranhos, Sete Quedas, Japorã, Iguatemi en Amambaí.